# رضا عطار
رضا عطار (زادهٔ ۱ مرداد ۱۳۵۷ مشهد) مدیر فیلمبرداری عکاس و بازیگر اهل ایران است.

## زندگی‌نامه
رضا عطار زاده مرداد ۱۳۵۷ در مشهد است. او در سال ۱۳۶۶ در نه سالگی با بازی در فیلم‌های کوتاه کار هنری خود را آغاز کرد. وی در نوجوانی همزمان با بازی در فیلمهای کوتاه تجربی در انجمن سینمای جوانان مشهد دوربین عکاسی بدست گرفت وعکاسی را تجربه کرد، همچنین به عنوان دستیار فیلمبردار تجربه اندوخت. در ۱۳۷۵ وارد سینمای حرفه‌ای شد و کار عکاسی سریالها و فیلمهای سینمایی را انجام داد. در سال ۱۳۸۵ پس از سالها تجربه عکاسی در سینما و تلویزیون در مقام مدیر فیلمبرداری آغاز به کار نمود.

## عضویت‌ها
- عضو انجمن عکاسان فیلم خانه سینما
- عضو انجمن ملی عکاسان ایران[۱]

## فعالیت‌ها

### فیلم‌های سینمایی
- ۱ - چشم براه کارگردان - جواد مزد آبادی ۱۳۸۹
- ۲ - یخ در بهشت کارگردان - جواد مزد آبادی ۱۳۸۸
- ۳ - گره کور کارگردان - جواد مزد آبادی ۱۳۸۸
- ۴ - قبل از غروب کارگردان - جوادکاسه ساز ۱۳۸۷
- ۵ - معتاد اجباری کارگردان - مهدی مظلومی ۱۳۸۷
- ۶ - نقطه رهایی کارگردان - مهدی گلستانه ۱۳۸۶

### سریالها ومجموعه‌های تلویزیونی
- ۱ -شوق زندگی[۲] کارگردان - علی اکبر عبدالعلی زاده۱۳۹۲
- ۲ -شهردار کارگردان - مسعود عسگری ۱۳۸۹
- ۳ - تاکسی شانس کارگردان- سعید سالارزهی ۱۳۸۸
- ۴ -انگار گفته بودی کارگردان- نوید میهن دوست ۱۳۸۸
- ۵ -دست شیطان کارگردان- امیرحسین ترابی ۱۳۸۸
- ۶ -ورای زندگی معمول کارگردان - نوید میهن‌دوست ۱۳۸۸

### بازیگر
- ۱ - آتا (اسب) کارگردان - شهاب ملت خواه ۱۳۷۹
- ۲ - مردی شبیه باران کارگردان - سعید سهیلی ۱۳۷۵

### عکاسی فیلم
- ۱ - محافظ کارگردان - جواد کاسه ساز (۱۳۸۶)
- ۲ - نقاب کارگردان - کاظم راست‌گفتار(۱۳۸۳)
- ۳ - عروس خوش‌قدم کارگردان - کاظم راست‌گفتار(۱۳۸۱)
- ۴ - مشت بر پوست (موشو) کارگردان - محسن محسنی نسب (۱۳۸۱)
- ۵ - نبات داغ کارگردان - محمد علی باشه آهنگر(۱۳۸۱)
- ۶ - زندانی ۷۰۷ کارگردان - حبیب‌الله بهمنی (۱۳۸۰)
- ۷ - انتظار کارگردان - محمد نوری زاد (۱۳۷۹)
- ۸ - سفر سرخ کارگردان - حمید فرخ‌نژاد(۱۳۷۹)